# 萊斯特大學
萊斯特大學（英語：University of Leicester；i/ˈlɛstə/ LES-tər）是位于英国英格兰莱斯特的一所公立研究型大学。主校区位于市中心以南，与维多利亚公园相邻。莱斯特大学在英国大学排名中位于前20。2008年莱斯特大学被英国泰晤士报（The Times）评选为英国年度大学（University of the Year）。并且是该评鉴自2007年以来全英国唯一一所连续7年获得大学行政改革与管理效能奖项的学校。2021年度，莱斯特大学在英国星期日泰晤士报优秀大学指南（The Sunday Times Good University Guide）中排名英國第41名，在完全大学指南（The Complete University Guide）中排名为英國第38名，在英国卫报（The Guardian）中排名为英國第84名。2016年泰唔士高等教育雜誌世界大學排名中，萊斯特大學名列世界第167位，其中國際聲望和研究引用率分別位列前10%及20%。

## 歷史
莱斯特大学的前身成立于1921年的“莱斯特郡及拉特兰郡大学学院（Leicestershire and Rutland University College）”。大学校址由当地纺织业制造商——汤玛斯·菲奥丁·詹森（Thomas Fielding Johnson）为纪念第一次世界大战时牺牲的士兵所捐建，这也反映了莱大的校训：“他们因而重生（Ut Vitam Habeant）”。
1921年学校开始招收第一批学生。1927年学校改名为莱斯特大学学院（University College, Leicester），此学院学生可通过考试获得伦敦大学（University of London）的校外学位。两年后，莱斯特大学学院与沃恩工人学院（Vaughan Working Men's College）合并，并于1862年起，在莱斯特提供成年人教育。直到1957年，大学学院正式获得皇家特许状，成为可颁授本大学高等教育学位的大学机构。莱斯特大学于1963年赢得大学挑战（University Challenge）系列第一名。

## 校園

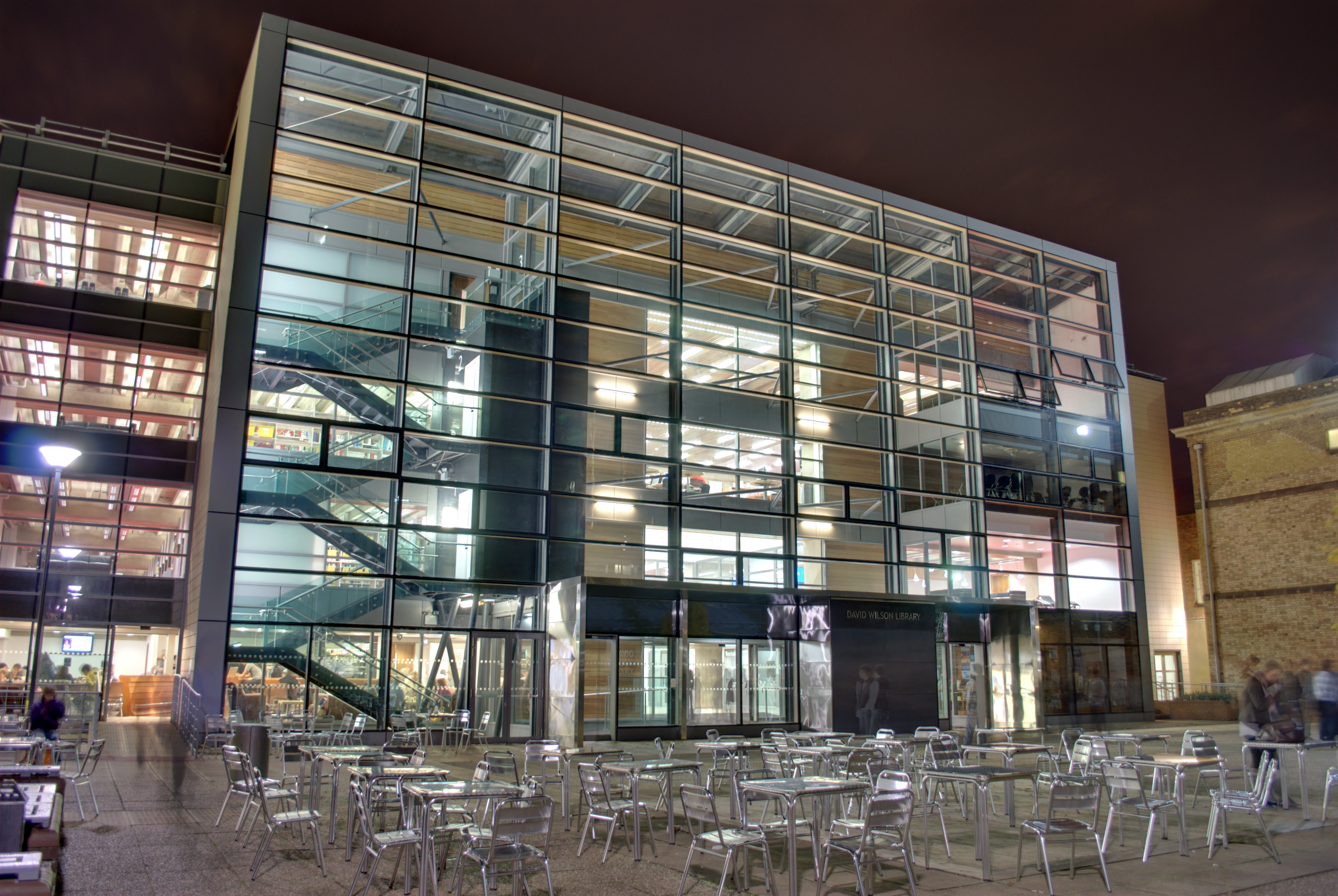
大學圖書館, David Wilson Library

学校主校区在维多利亚公园旁，邻近维杰斯顿伊利莎白女皇一世学院，距离市中心约一英里。在主校区中，行政管理大楼以及法律学院位于费尔丁·强森大楼（Fielding Johnson Building），建于1837年，以前是莱斯特郡和拉特兰郡疯人院（the Leicestershire and Rutland Lunatic Asylum）。2013年萊斯特大學向德蒙福特大學購買位於萊斯特大學主校區附近的布魯克菲爾德校區，以利未來學校發展與擴充需要。此外，2013年萊斯特大學完成距離主校區一公里的大學學院會館（College Court （页面存档备份，存于））之修建，以提供全新19間會議中心以及共計123席床位的住宿服務，以配合學校日益頻繁的校際合作需求。2015年新醫學教學中心將落成並成為醫學系、生物科學系以及心理學系的位置所在，該建築亦將成為全英國最大的節能建築。经济学院和体育中心位于费尔丁·强森大楼对面的阿什利·克拉克大楼（Ashley Clarke Building）。邻近费尔丁·强森大楼的是肯·爱德华大楼（The Ken Edwards building），建于1995年，目前是管理学院所在地。帕西·吉大楼（The Percy Gee building）建于1957年，目前是莱斯特大学学生会（Students' Union）活动地点。大卫·威尔森图书馆（The David Wilson Library）由女王伊丽莎白二世于2008年12月4日亲自剪彩开幕，修整与扩建共花费3200万英镑。

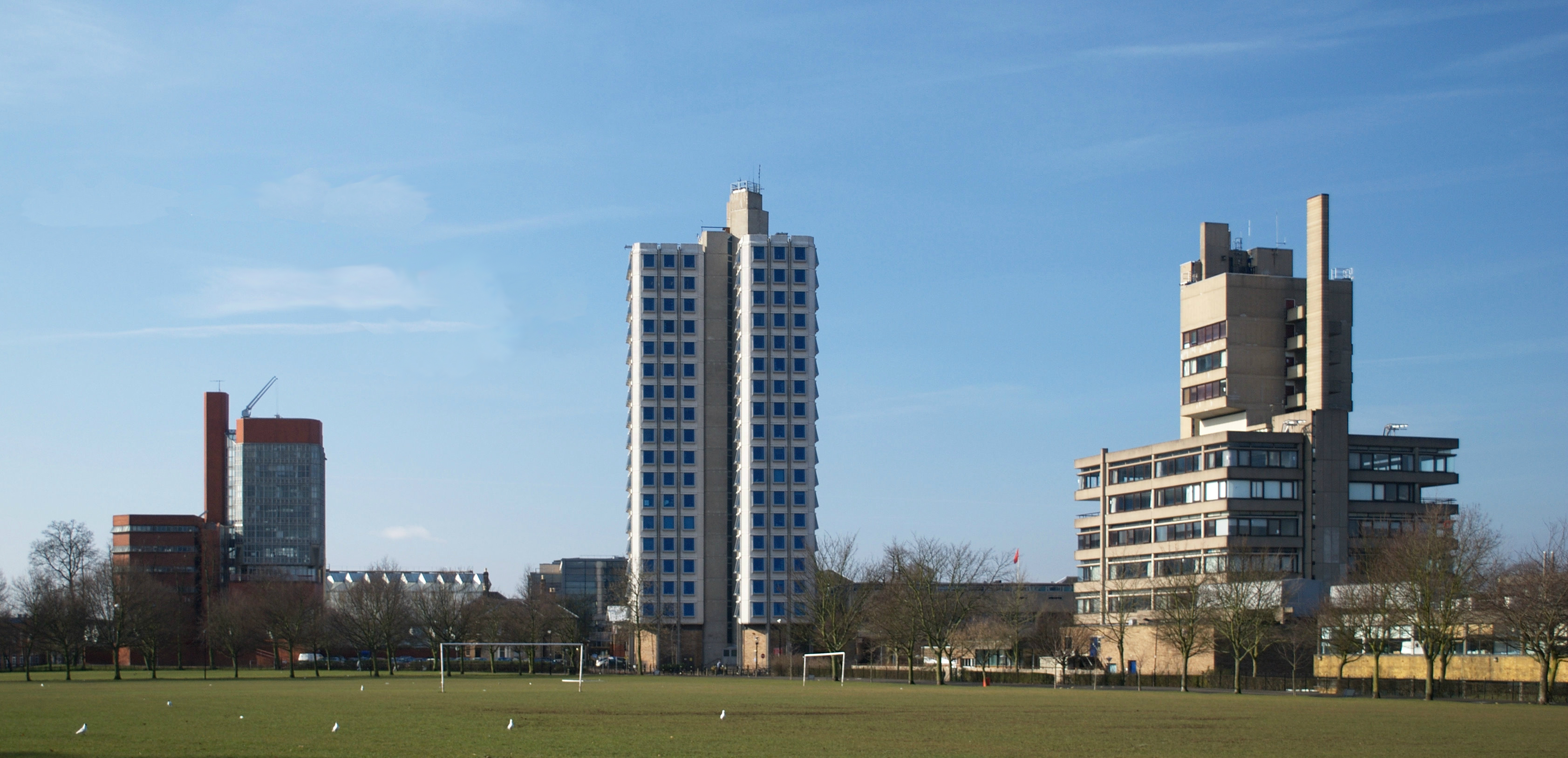
萊斯特大學校景

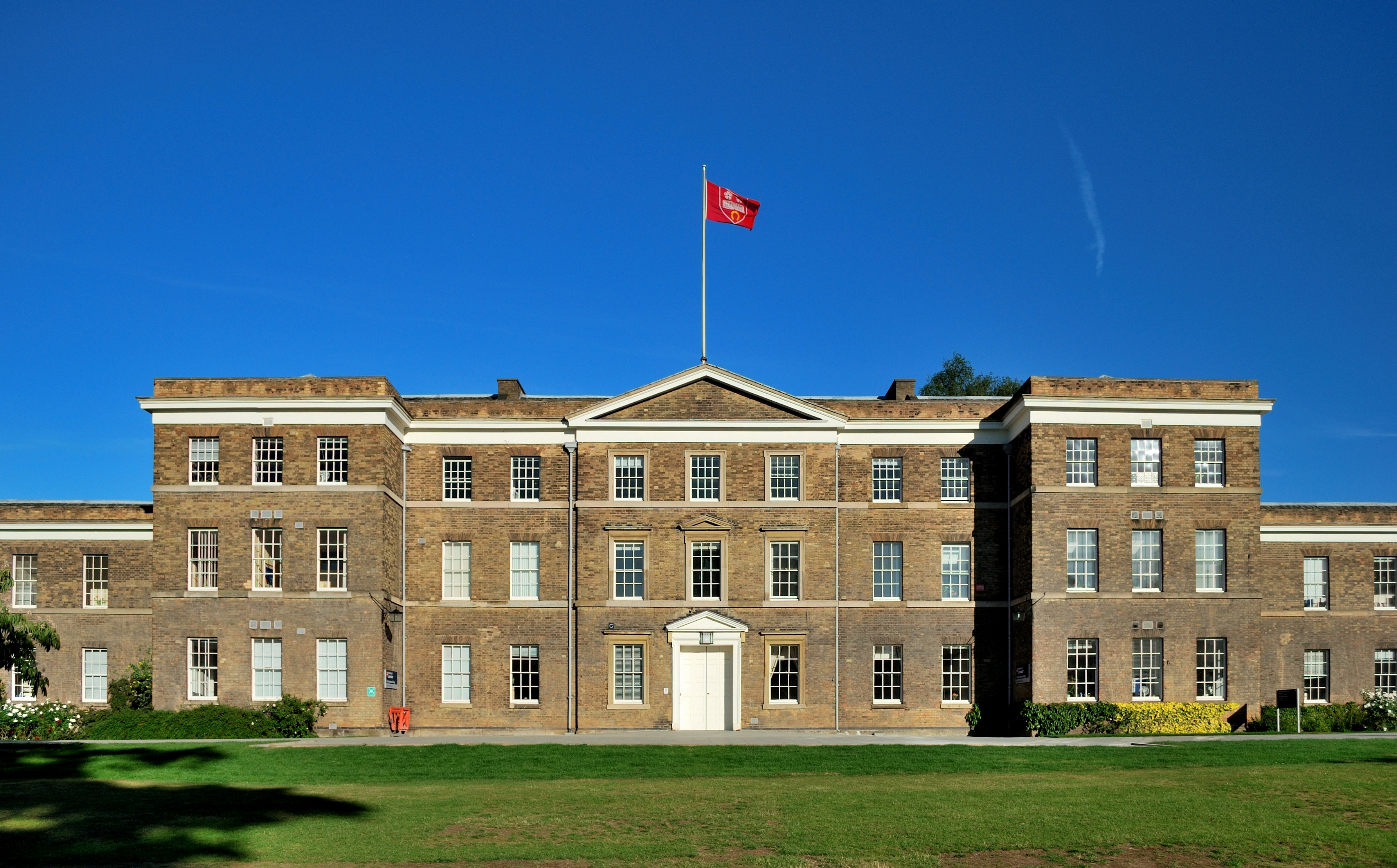
行政管理大樓, Fielding Johnson Building

莱斯特大学校园中有许多野兽派建筑风格的大楼，其中包括被列为二级登录建筑（the Grade II listed）工程学院大楼和查理斯·威尔森大楼（The Charles Wilson Building）。其他特色建筑则包括社会科学学院阿登波罗大楼（Attenborough Tower），该建筑为莱斯特大学最高之建筑，共有18层。其他建筑则包括本内特大楼（The Bennett building）、天文与物理学相关科系大楼、化学大楼、生物科学大楼，以及坐落在大学路（University Road）上的莱斯特医学院——莫里斯·夏克与霍德金大楼（The Maurice Shock and Hodgkin buildings）。教育学院和弗雷泽·诺布大楼（The Fraser Noble Building）坐落在梳士巴利道（Salisbury Road）和摄政街（Regents Road）。莱斯特大学的艺术中心——阿登波罗艺术中心（Attenborough Arts Centre）则位于兰卡斯特路（Lancaster Road）。

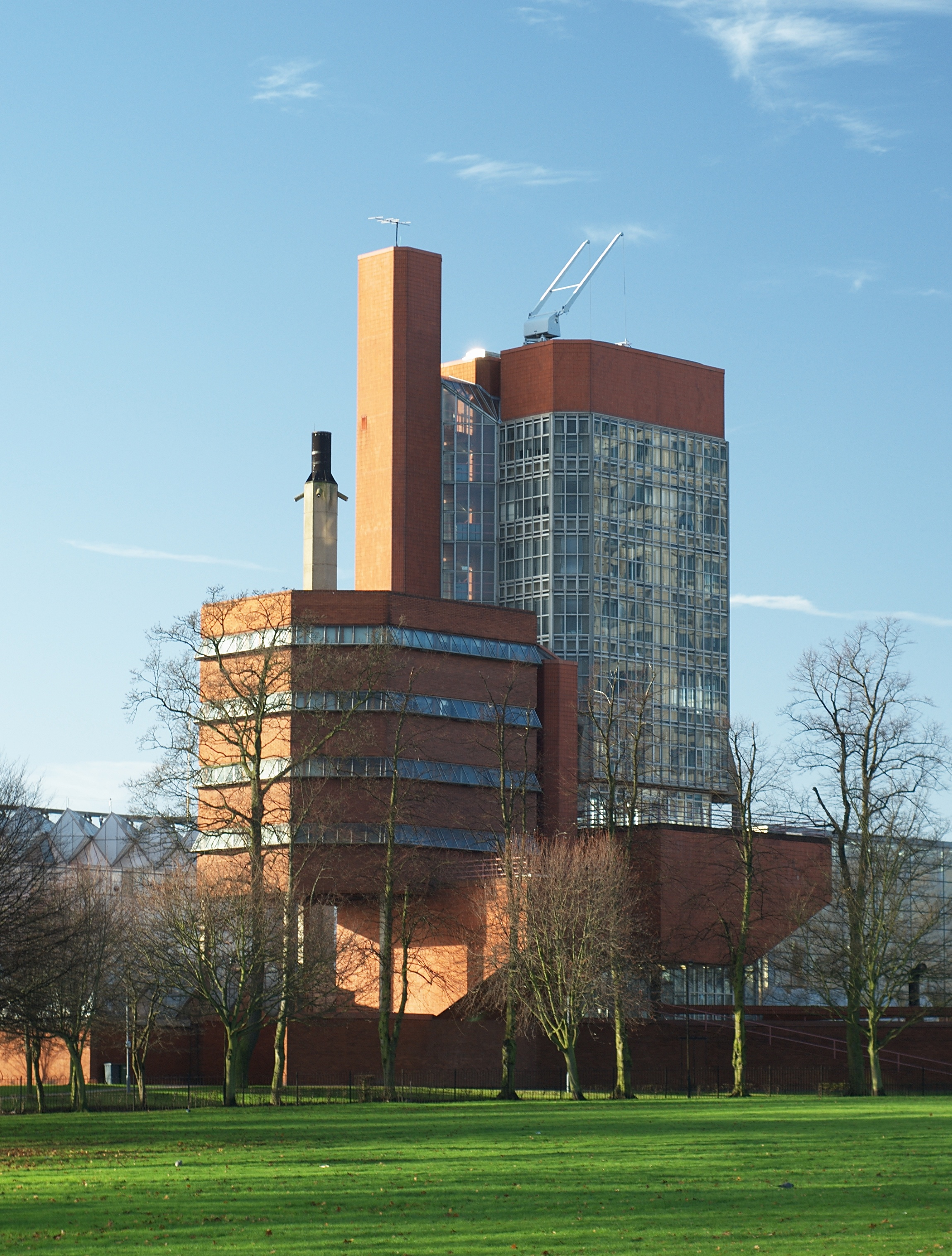
工程大樓, Engineering Building

大衛·威爾森圖書館（The David Wilson Library）是萊斯特大學的總圖書館，原建於1975年，2008年完成修整與擴建，並由英女皇親自剪綵開幕。新圖書館大樓獲選為英國綠建築環境評鑑工法最高等級（BREEAM）。圖書館亦於2012年獲得泰晤士報高等教育評鑑中最佳圖書館團隊的榮譽。

### 显著建筑
莱斯特大学的特色建筑可分为三种：工程学院、阿登波罗大楼（Attenborough Tower）和查理斯·威尔森大楼（The Charles Wilson Building）。
大学的工程学院大楼是第一座主要大楼，由英国建筑师詹姆斯·斯特林（James Stirling）建造。该大楼一层设有教室和实验室，其余高层中则设有办公室和阶梯教室。这座大楼于1963年完工，并因其独特的建筑构造而出名。虽然费尔丁·强森大楼（Fielding Johnson Building）是最古老的建筑，但在这个大楼密集的校园里，也有许多20世纪的建筑。阿登波罗大楼正在进行大规模翻新。

值得一提的还有学生宿舍。大部分宿舍都在奥德比（Oadby），这些宿舍在20世纪90年代初期就已存在，莱斯特富有的实业家们就住在此处。

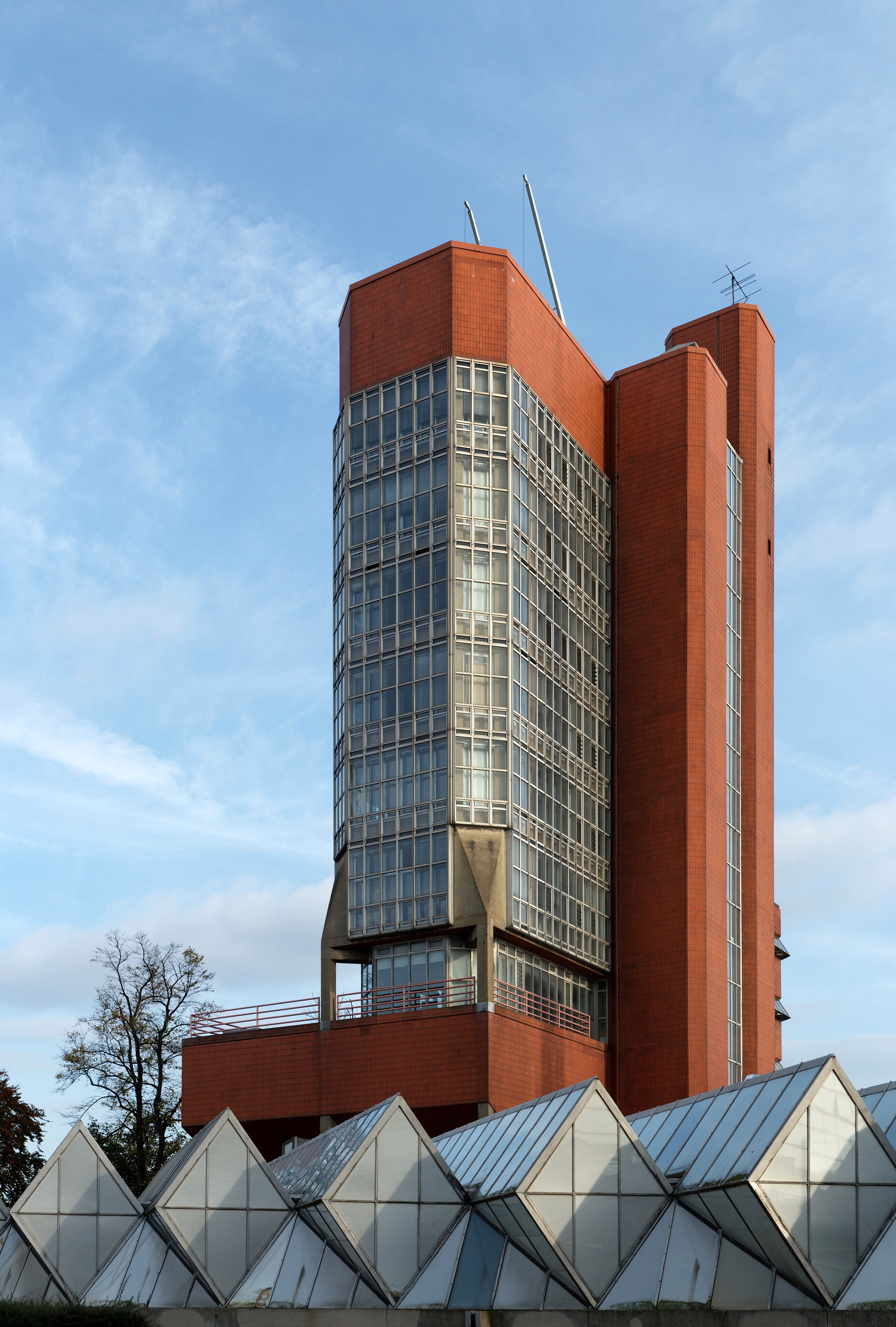
工程学院大楼，由詹姆斯·斯特林（James Stirling）、詹姆斯·高恩（James Gowan ）和弗兰克（Frank Newby）设计。
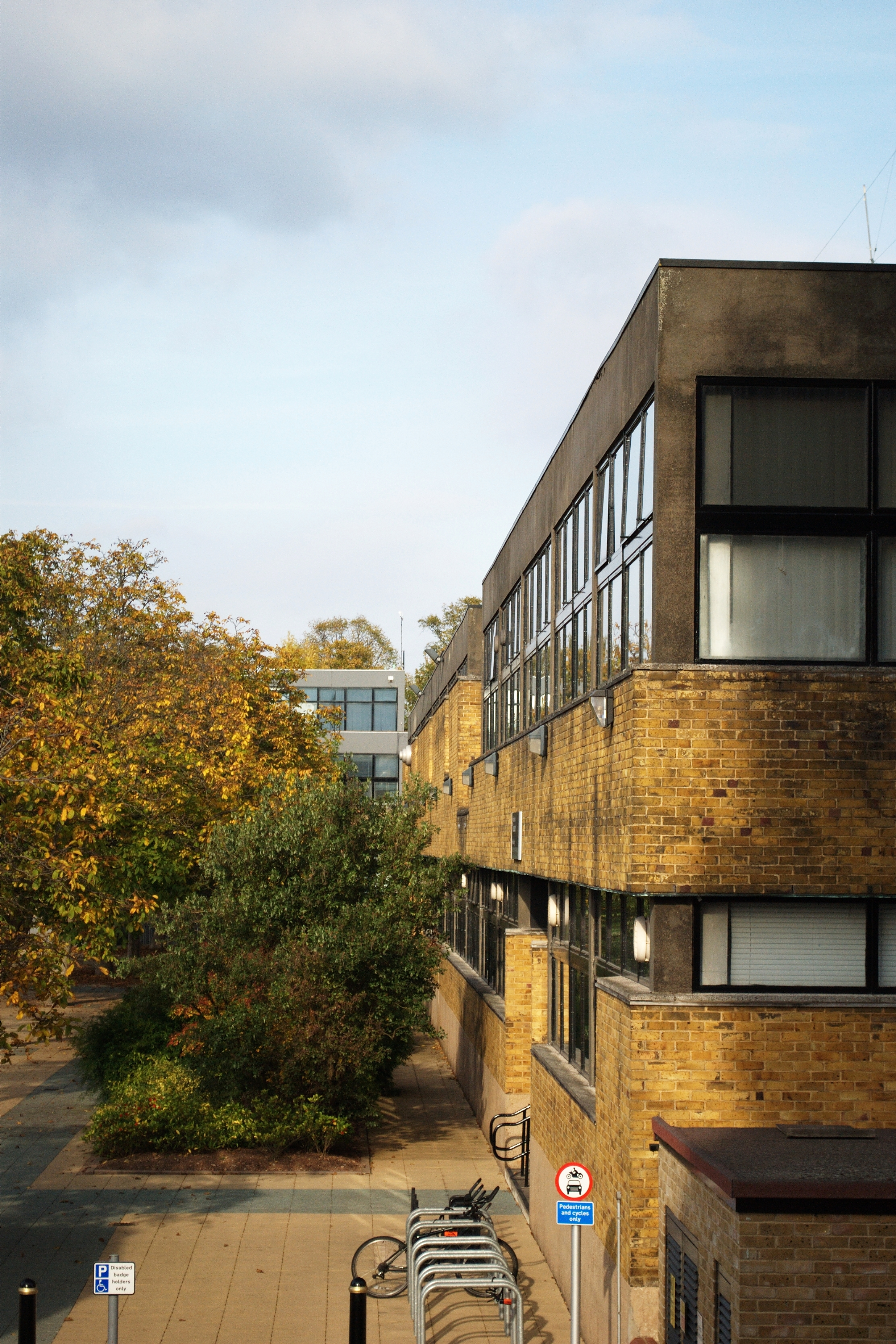
天文与物理学相关科系大楼，大楼部分图，由莱斯利·马丁（ Leslie Martin）设计。
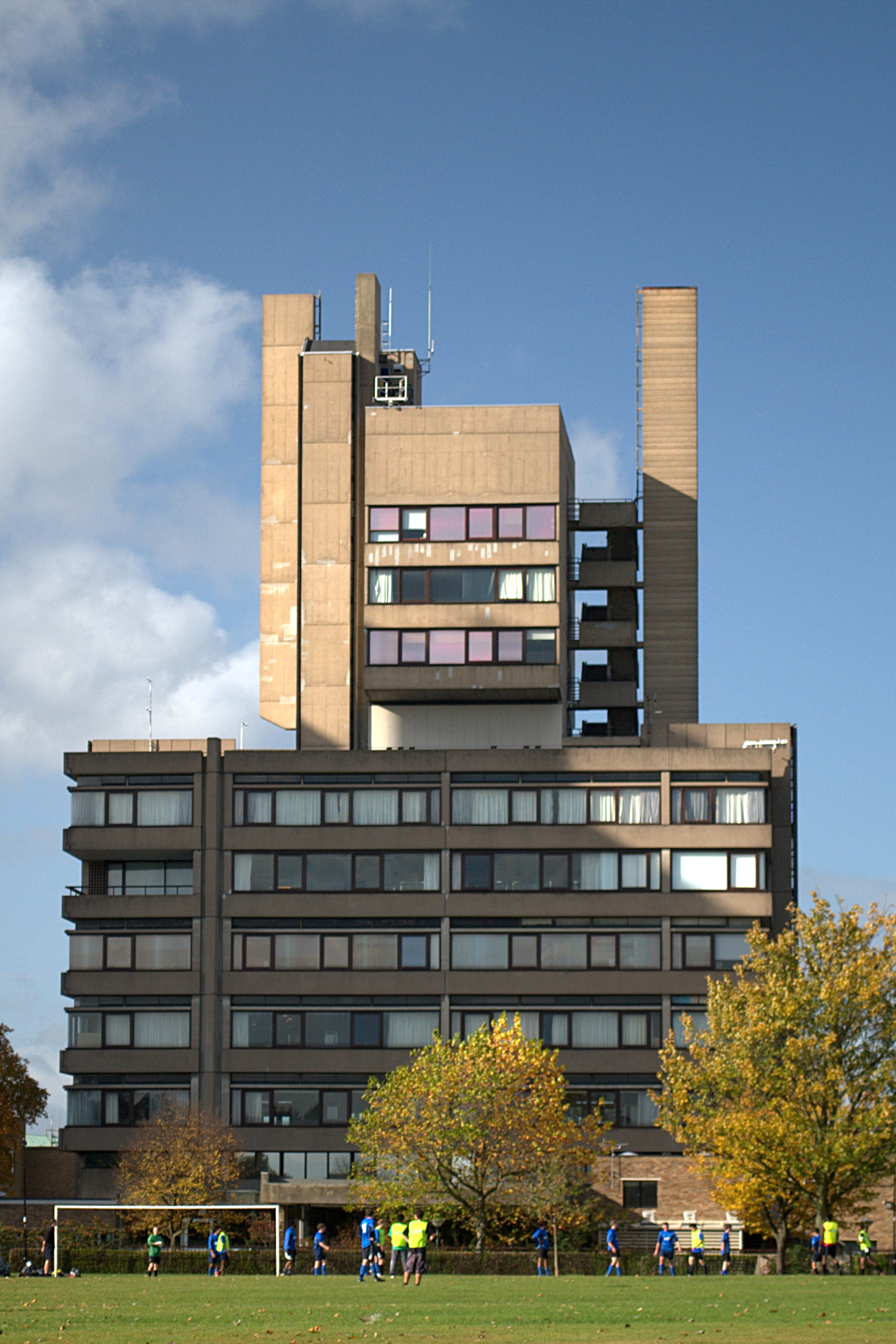
野兽派建筑查理斯·威尔森大楼，由丹尼斯·拉斯顿（Denys Lasdun）设计。
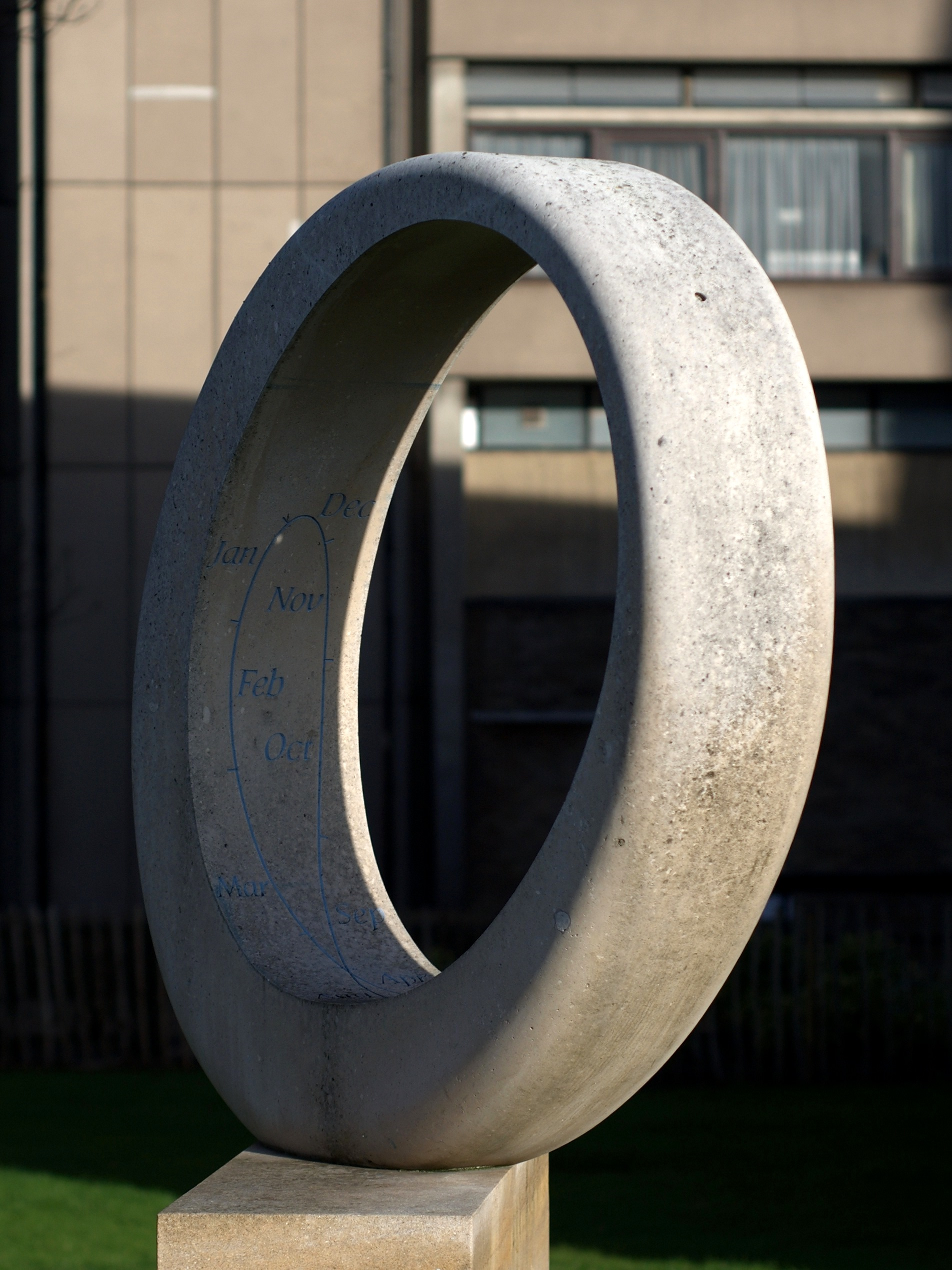
时间之眼——日晷
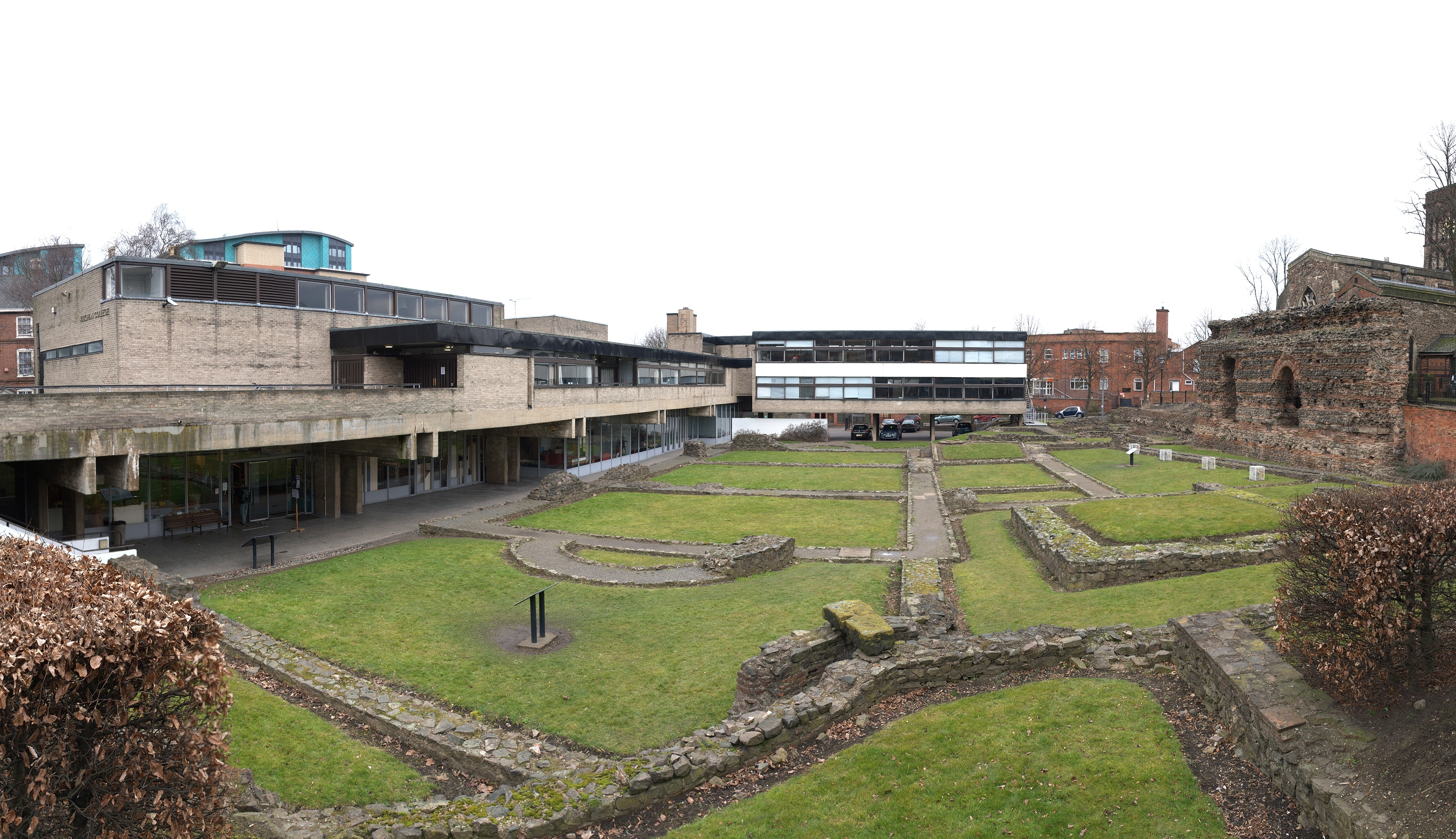
沃恩学院（Vaughan College），莱斯特大学前身，二级登录建筑和罗马遗址犹太墙（Jewry Wall）。
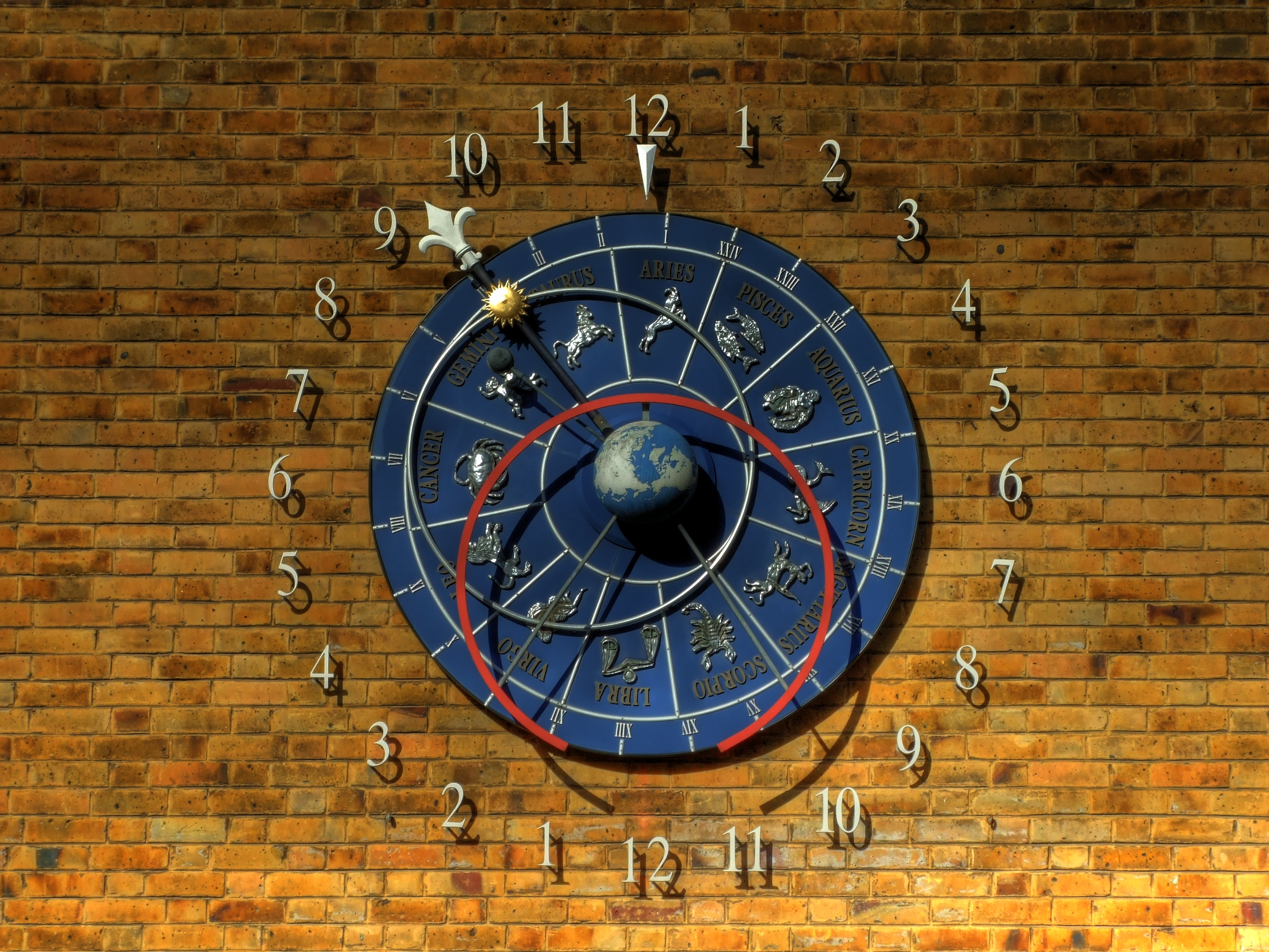
莱斯特大学天文钟

#### 发展
近年来，莱斯特大学大力投资新的设施，废弃其中一些质量不好的大楼，目前正在进行一项3亿多英镑的重建项目。2006年10月，新约翰·福斯特公寓大楼（The new John Foster Hall of Residence）建成并开放。大卫·威尔森图书馆（The David Wilson Library）于2008年4月1日开放，此图书馆占地面积是原来图书馆的两倍。新的生物医学研究大楼——亨利维康大楼（The Henry Wellcome Building）也已建成。 帕西·吉学生会大楼（Percy Gee Student Union building）的完整改造于2010年9月完成（原于1958年5月9日由女王伊丽莎白二世剪彩开放）。尼克松公寓（Nixon Court）也于2011年扩大翻新。

## 组织机构
莱斯特大学学术学院和系院之前被分为五个学系，在2009年又被重新规划为四个学院，每个学院都设有校长。2015年8月，这些学院进一步重组，合并为社会科学和艺术、人文与法律学院，所以现如今学院分类如下：
·社会科学、艺术与人文学院
·医药、生物科学与心理学院
·科学与工程学院
这些学院全都得到社会服务支持。

## 學術排名
在QS世界大學排名、泰晤士高等教育雜誌世界大學排名、上海交通大學世界大學學術排名與衛報英國大學排名中，萊斯特大學持續維持世界排名300名內的成績。2012年QS世界大學排名評鑑中，萊斯特大學在學術研究引用排名中，名列全英第8位。在2013年衛報大學指南中，自2005年以來，學生意見與滿意度調查中持續維持全英國排名前10位的成績。2013年泰晤士英國大學指南中，萊斯特大學名列第14位。
2014年公布的衛報2015年大學指南中，萊斯特大學的媒體與電影研究、生物科學、心理學、地球與海洋科學以及當代文學名列全英國前8位，管理學排名前12位，地理學、數學、化學以及歷史學排名全前18位。
|                    | 2014 | 2013 | 2012 | 2011 | 2010 | 2009 | 2008 | 2007 | 2006 | 2005 | 2004 | 2003 | 2002 | 2001 | 2000 |
| ------------------ | ---- | ---- | ---- | ---- | ---- | ---- | ---- | ---- | ---- | ---- | ---- | ---- | ---- | ---- | ---- |
| 泰晤士報大學指南   | 14   | 17   | 17   | 15   | 15   | 12   | 21   | 18   | 24   | 29   | 24   | 26   | 33   | 34   | 34   |
| 衛報大學指南       | 13   | 19   | 17   | 12   | 15   | 14   | 21   | 25   | 25   | 34   | 27   | 25   |      |      |      |
| 每日电讯报         |      |      |      |      |      |      | 20   |      |      |      | 21   | 22   |      |      |      |
| 金融时报           |      |      |      |      |      |      |      |      |      |      | 18   | 17   | 19   | 26   | 33   |
| 獨立報完整大學指南 | 16   | 20   | 23   | 22   | 20   | 12   | 20   |      |      |      |      |      |      |      |      |

## 學術简况
莱斯特大学的教学水平非常高。19个学科被高等教育质量保证局（Quality Assurance Agency）评为“优秀”。追溯到1998年，莱大有14个连续22分甚至更高分的得分记录，其中6个得分为最高分。莱斯特大学在2005、2006和2007年的全国学生调查中排名第一，在英格兰主流大学中为满意度最高的学校。莱大在2008年排名第二，仅次于剑桥大学，但在2009年又赢得第一名。
萊斯特大學目前共有四大學院，分別是人文藝術與法律學院（College of Arts, Humanities & Law）、醫學生物科學暨心理學學院（College of Medicine, Biological Sciences and Psychology）、科學工程學院（College of Science & Engineering）以及社會科學學院（College of Social Science），並以基因研究、生物化學、博物館學以及心血管研究研究聞名於國際學術界。

莱斯特大学在天体物理学、生物化学、遗传学以及博物館學领域享譽國際。作為一所研究型大学，萊斯特大學2008年被泰晤士高等教育（the Times Higher Education）评为年度大学，也是唯一一所连续七年获得泰晤士高等教育奖的大学。 该大学之前被泰晤士报大学指南（Times Good University Guide）和卫报（The Guardian）评为英国排名前20位的大学。自2014年以来，莱斯特大学在所有排名都位于20名之后。2017年，在星期日泰晤士报良好大学指南（ The Sunday Times Good University Guide）中，莱斯特大学排名第25名，在完整大学指南（The Complete University Guide）中，排名第32名，在卫报（The Guardian）中，排名第47名。
。其具體研究貢獻如下:

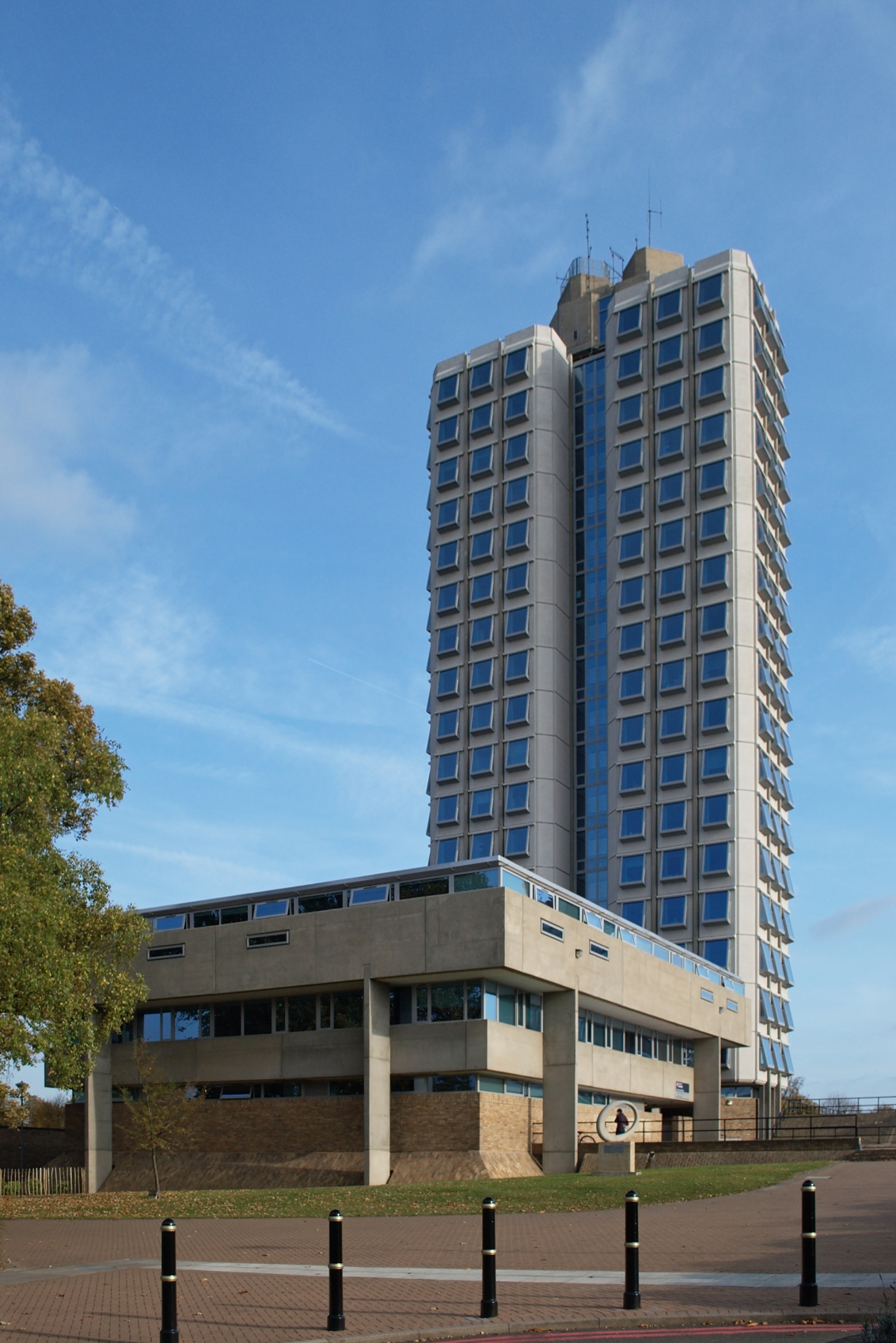
人文社會學院教學大樓,The Attenborough Tower

1.萊斯特大學具有英國最大的航天研究学术中心，在此还建立了空间探测器，最著名的是与公开大学（Open University）合作建立的“火星着陆器比格尔2号”。
2.基因指纹鉴别法是于1984年由亚力克·杰弗里斯爵士（Sir Alec Jeffreys）在莱斯特发明与开发的。兩位教授Sir Alec John Jeffreys於1984年發現基因指紋 （页面存档备份，存于），衍生出革命性的生物與基因研究發展。
3.医学院的心血管研究目前已成為英國國家級生化研究單位，且專精於藥物支架（Drug-eluting stent, DES）相關研究發展。学院的前身为沃里克大学，最初命名为莱斯特&沃里克医学院。在扩大招生后，沃里克逐渐分离成为独立学院。2016年新醫學教學中心已落成並成為醫學系、生物科學系以及心理學系的教學研究中心，該建築亦將成為全英國最大的節能建築。
4.莱斯特物理学家（由肯·庞德Ken Pounds带领）在证明爱因斯坦广义相对论的最初预测中起到关键的作用，即黑洞的确存在，并且在宇宙中很常见。莱大是耗资5200万英镑的国家航天中心创始合伙人。
5.2012年萊斯特大學考古學系因挖掘出理查三世，被視為是英國近代考古史上的重大發現。
6.萊斯特大學博物館研究所長年獲得英國國家學術研究評鑑評為該領域排名第一的學術機構，且是目前世界重要的博物館學理論研究與實務培育機構（REF 2014, RAE 2008）。

##### 物理和天文
这个学院大概有350名本科生，其中包括理学学士学位（三年制）和理学硕士学位（四年制）课程，还有70多名注册研究生。
物理学院主楼可容纳多个研究小组——无线电和空间等离子物理（RSPP）、X射线和观测天文学（XROA）、凝聚物理学（CMP）和理论天体物理学（TA），并且也是超级计算、显微镜、伽马和X射线天文学、雷达探测和斯威夫特英国数据研究的中心（Swift UK Data Centre）。建立空间研究中心的目的是为了成立空间科学与仪器（SSI）小组，为仪器研究、地球观测科学（EOS）和生物成像单位提供实验室，洁净室和其他设施。该部门也负责位于奥德比马诺尔路（Manor Road, Oadby）的莱斯特大学天文台，天文台设有一台20英寸的望远镜，是英国最大、最先进的天文教学设施之一。 该学院还与位于莱斯特的国家航天中心有着密切的合作。
该学院是莱斯特大学的ALICE 3400+核心超级计算机的所在地，也是英国DiRAC（利用先进计算的分散式研究）协会的成员之一。DiRAC是一个集成的超级计算设备，用于理论建模和高性能计算基础研究，这些研究是关于粒子物理学、天文学和宇宙学及英国其他在世界领先的研究领域。DiRAC创建资金为1232万英镑，投资方来自政府的大型设施基本资金，科学和技术设施委员会以及众多大学。
该学院是三个大学物理系的Pi-CETL合作成员之一，在教学和学习创新方面始终保持着记录。优质教育中心推出的物理创新是74项创新之一，也是所有学科中唯一一项在物理上的创新。英国高等教育基金委员会（HEFCE）为此项创新资助了5年（2005-10）。公开大学（Open University）、莱斯特大学和雷丁大学（University of Reading）在Pi-CETL项目中为合作伙伴。
1994年，莱斯特大学物理天文学院获得了女王周年奖。授奖词如下：“天文、空间与行星科学领域的世界顶级教学研究与咨询课程。先进的思想带来实践性成果。”
2017年1月，莱斯特大学物理系学生们做出了一个预测，此预测关于丧尸末日多久能使人类灭绝，这成为了一条全国性新闻。学生们计算出丧尸只需100天便可占领整个地球。100天之后，学生们预测只有300人不会被感染且依旧存活着。

##### 工程
该部门在航空航天工程、嵌入式系统工程、通信与电子工程、电气与电子工程、机械工程和通用工程等领域提供工程硕士和工程学士学位。 每门课程均有相关专业机构认证。该部门还提供嵌入式系统和控制、信息和通信工程、先进机械工程和先进电气与电子工程硕士课程。
该部门拥有广泛的工业合作伙伴：安谋控股科技公司（ARM Holdings）、英国宇航系统公司（BAE Systems）、劳斯莱斯（Rolls-Royce）、捷豹（Jaguar）、西门子（Siemens）、塔塔钢铁欧洲股份公司（Corus）、奔驰（Mercedes-Benz）。许多本科生和研究生的课内项目都和行业有合作。

##### 社会科学、艺术与人文学院
1990年，考古学与古代史学院从考古学与古典主义部成立，领导人是不列颠学会会员（FBA）格雷姆·巴克（Graeme Barker）教授。而目前的负责人是不列颠学会会员大卫·马丁利（David Mattingly）教授。截至目前（2017年1月），教学人员包括21位考古学家和8位古代史学家，一些人员同时在两门学科中进行教学和研究。2014年，优秀研究体系（REF）的测评中，学校研究活动包括其科研环境被列为“世界领先”或“国际优秀”，在英国大学考古学中排名第6，其研究项目的公众影响度排名第1。此学院在地中海考古学、古希腊古罗马历史和近代考古学方面具有特殊优势，并且也是莱斯特考古学院（ULAS）的所在地。2012年9月，来自莱斯特考古学院的考古队，在莱斯特市前方济会教堂（Greyfriars Friary Church）发现并挖掘出国王理查三世遗骸。
英语学院主攻英语学士学位。该学院致力于提供从当代写作到古英语和语言学的全方位英语专业课程。该学院还包括了著名的维多利亚研究中心，这是英国第一个此类型的研究中心。
小说家阿黛尔·帕克斯（Adele Parks）于20世纪90年代毕业于莱斯特大学，现如今大学图书馆内还保存着乔·奥尔顿（Joe Orton）和苏·汤森德（Sue Townsend）的著作。
马尔科姆·布莱伯利（Malcolm Bradbury）是英语系最出名的校友之一：他毕业于1953年，获得英语专业一等学位。
历史研究学院有35名全职职员，其中包括11名教授，截止至2009年，是英国大学拥有最多教授的学院。它在许多历史领域取得了相当大的学术成就，特别是城市历史、英国本土史、美国研究和大屠杀研究。该校拥有东米德兰兹口述历史档案馆（EMOHA）和英格兰中部地区媒体档案馆（MACE）。
法学院是莱大最大的学院之一。该系与多家顶级律师事务所有合作，其中包括富尔德律师事务所（the Magic Circle firm Freshfields Bruckhaus Deringer），该事务所为莱斯特大学学习双学位和法语学位的学生提供为期一年的奖学金。据2009年泰晤士报网络优秀大学指南（the Times Online Good University Guide）显示，莱大法学院排名第8，是全英顶尖法学院之一。

##### 博物館學
博物館研究所（School of Museum Studies）長年獲得英國國家學術研究評鑑評為該領域排名第一的學術機構（REF 2014, RAE 2008）。博物馆研究学院在所有英国大学的相關專業研究單位，以及世界博物館學領域中，研究成果名列前茅，該機構在英國任何大學的任何學科領域中，萊斯特大學博物館學研究所是研究人員比例最高的國家。萊斯特大學博物館研究所是由雷蒙德·辛格爾頓（Raymond Singleton）於1966年成立的，其目的是在學術研究和博物館及遺產應用專業的各個領域發展專業知識。在過去的十年中，萊斯特大學的博物館和美術館研究中心（RCMG）為英國相關政策和實踐提供了諸多建言，並在國際上激發了創新和實驗的靈感。在成立50週年的2016年，該研究所創建藝術機構研究中心(CRÍA)，以聚焦美術館，藝術和文物組織，和學術性藝術研究單位。目前萊斯特大學博物館學研究所具有兩份學術研究期刊，分別是由博士生編輯的Museological Review以及由學術研究人員編輯的Museum and Society。

##### 大众传播研究
在社会科学学院中，大众传播研究中心（现属于传媒与通信学院）是莱大最早建立的学术中心之一，在20世纪70年代和80年代致力于探索性研究，现在主攻硕士课程。博物馆研究学院也同时提供在校与离校硕士课程。

##### 商学院
在社会科学学院中，商学院致力于管理与经济学科的先进研究和教学当中。商学院建于2016年，包括了了管理学院与经济系院的专家讲师。现如今，新的商学院有150名教师，经济系院教师有50人，管理系教师有100人。商学院院长佐伊·拉德纳（Zoe Radnor）教授于2016年从拉夫堡大学到莱大任职。2010年，前管理学院被卫报评为第二名，仅次于牛津大学。
学院通过交流、批判和综合学习形式，鼓励学生们创新和创造力的发展。吉布森·伯勒尔（Gibson Burrell）教授试图在莱大开创一所危机管理学院，并且此想法已经被学术界认可。
商学院在管理、会计与经济学科中提供学士学位与硕士学位课程。世界上仅有168所大学/学院被英国工商管理硕士协会（the Association of MBAs）认可，该学院是其中之一。

##### 创新与科技
莱斯特大学学习创新研究所是由格兰尼·科诺勒（Grainne Conole）领导一个研究生教学小组。该研究所仍在研究英国欧洲基金项目，重点专注于播客的教学性、远程教育的电子阅读器、虚拟世界、开放教育资源和开放教育以及学习方法。

##### 莱斯特医学院
莱斯特医学院是一个大型医学院，开放于1971年，隶属莱斯特大学。该医学院之前与华威大学（University of Warwick）属合作伙伴，莱斯特-华威医学院成功帮助莱斯特大学扩建和建立华威大学。2006年底，双方结束合作伙伴关系，医学院校成为各自大学的自主机构。

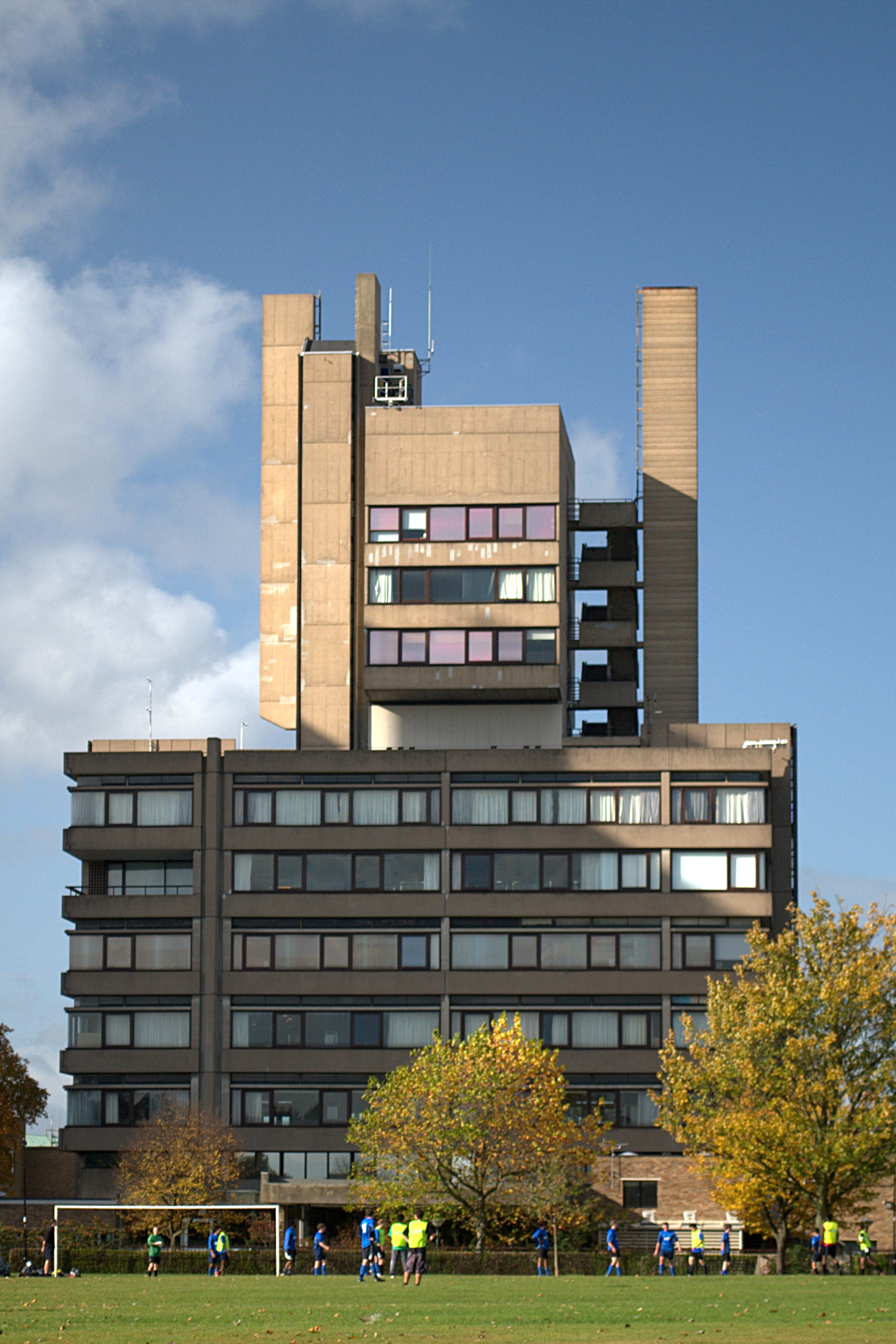
理工學院教學大樓, Charles Wilson Building

## 图书馆特别收藏

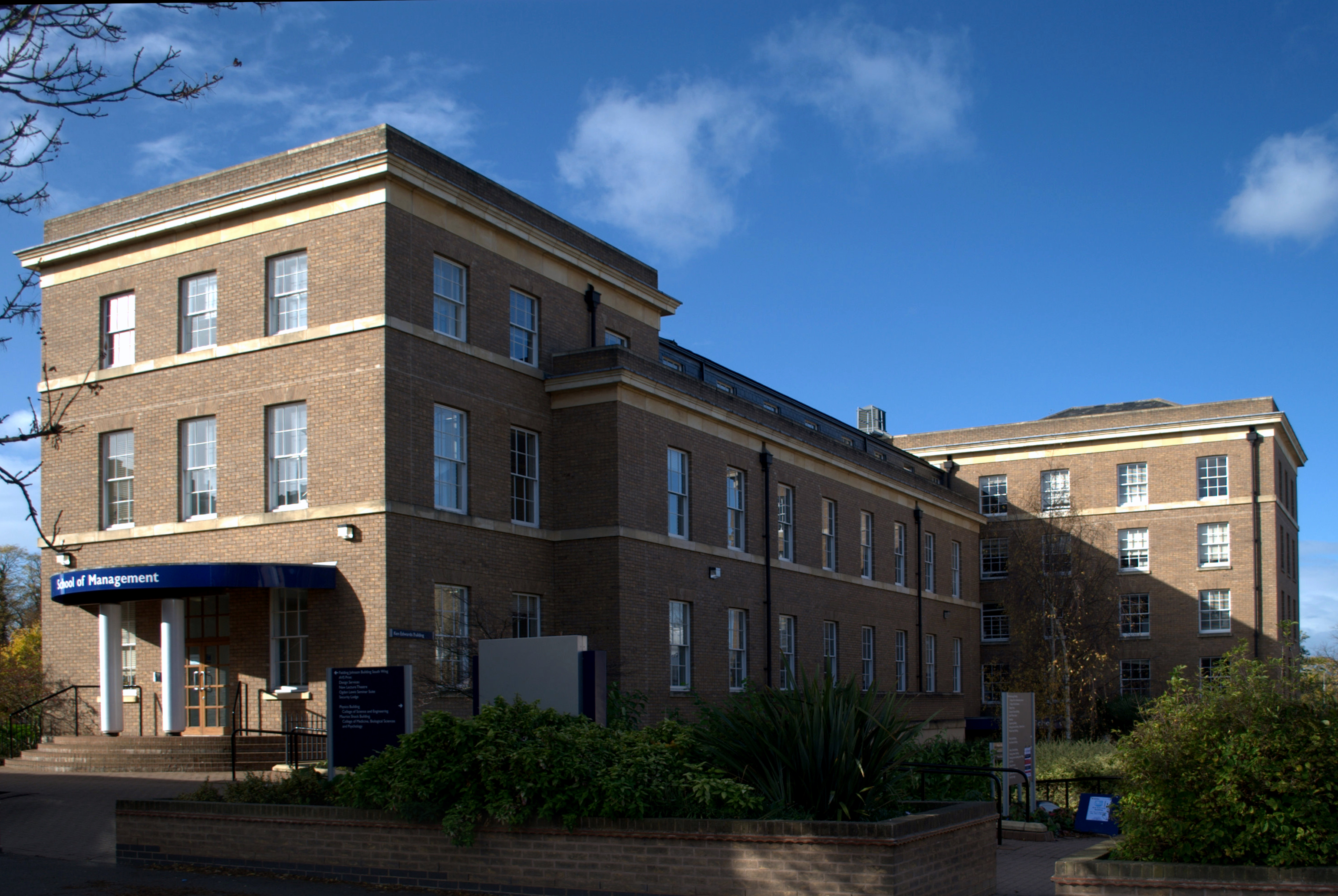
管理學院, The Ken Edwards Building

莱大图书馆被称为马克·惠誉图书馆（the Marc Fitch Library），并保存着当地历史收藏（英国本土历史中心），具体如下：
托马斯·哈顿（Thomas Hatton，1876-1943）是当地的商人，他收藏了近2000本英国本土历史书籍，于1920年捐赠给莱斯特学院图书馆，这是图书馆的首批重要捐赠之一。
图书馆还藏有许多收藏品，其中包含了以下几位知名作家撰写的作品:
乔·奥顿系列（The Joe Orton Collection）。 乔·奥顿（Joe Orton, 1933-1967），是一位出生于莱斯特的剧作家。收藏品包括了他的手稿和信件。
劳拉·瑞定信件（The Laura Riding Letters）。美国诗人和评论家劳拉·瑞定（Laura Riding, 1901-1991）的信件。
苏·汤森系列（The Sue Townsend Collection）。 苏·汤森德（Sue Townsend, 1946-2014）的个人论文。该系列包括了汤森德的文学信件和记录工 作的笔记本。
恐怖主义研究所（Institute for the Study of Terrorism）案卷。

## 学生生活
莱大学生会有各式各样的社团。社团数多达200个。

### 学生媒体
The Ripple，莱大学生杂志，成立于1957年。
LUSH 广播站成立于1996年，该广播站隶属莱大学生会。学生自主管理此广播站，广播内容多为音乐、访谈和新闻。该广播站早期的一些著名的人物是露西·奥多尔蒂（Lucy O'Doherty, BBC 6音乐频道）和亚当·麦奇内（Adam Mitchenall, ETV）。

#### 年度活动
该广播站举办一年一度的24小时慈善广播。2011年，该广播站为喜剧救济筹款300英镑。2013年，广播站举办了首次“69小时广播”活动，为喜剧救济筹款多达450英镑。
该广播站每年举办颁奖仪式，奖项为“莱斯特大学学生电视奖”。这个颁奖仪式是为了表彰广播和制作人员取得的成就和成功。
莱大与德蒙福特大学进行大学对抗赛时，莱斯特大学学生电视在皇权球场（King Power Stadium）与韦弗尔德路体育场（Welford Road Stadium）也进行了足球和橄榄球的现场直播。

##### 莱斯特大学电视
莱斯特大学学生电视经过一段调休后，于2002年重新成立。该电视台附属于国家学生电视协会（NaSTA），并于2008年举办了年度颁奖典礼。

## 知名校友

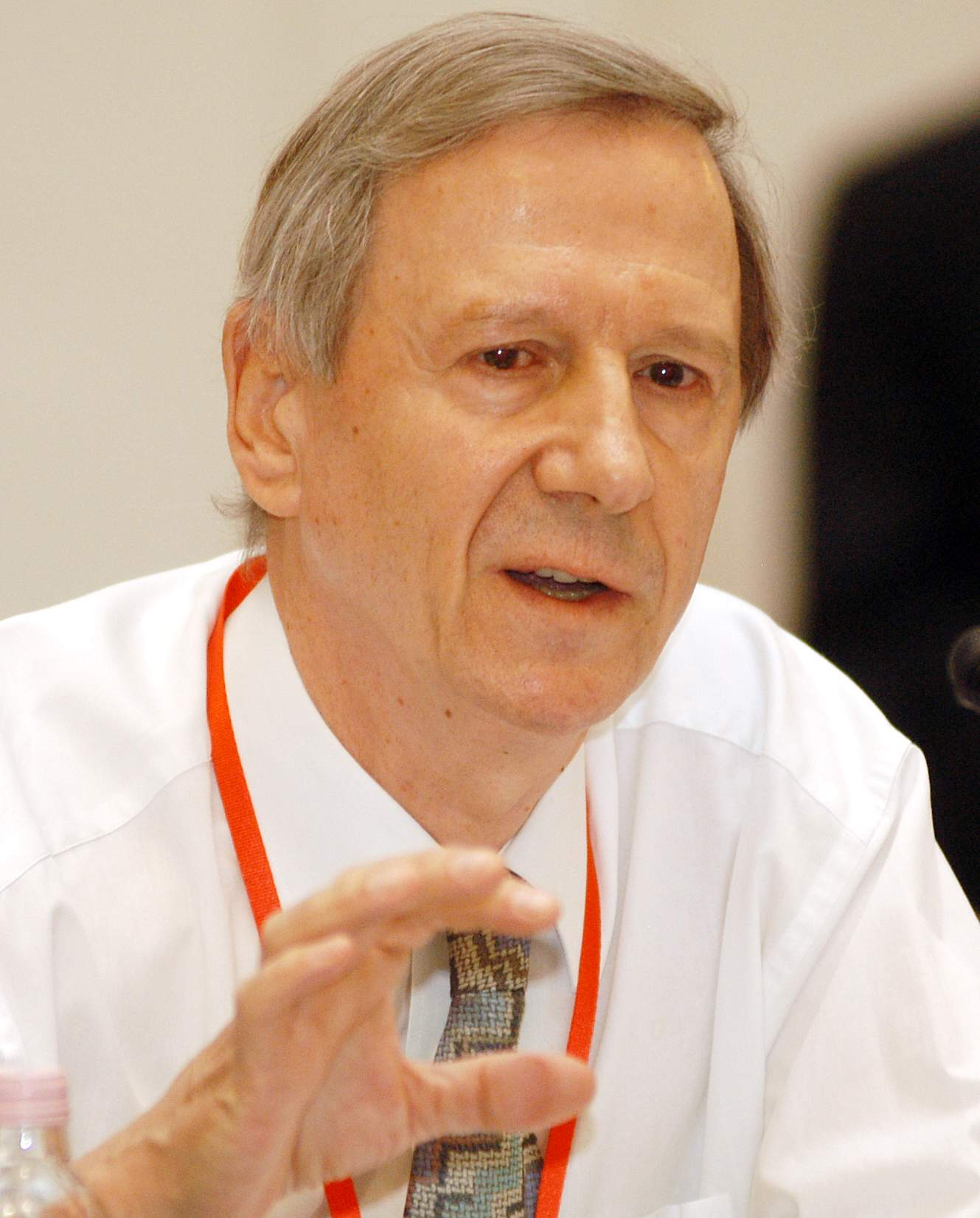
安东尼·吉登斯（Anthony Giddens），社会学家
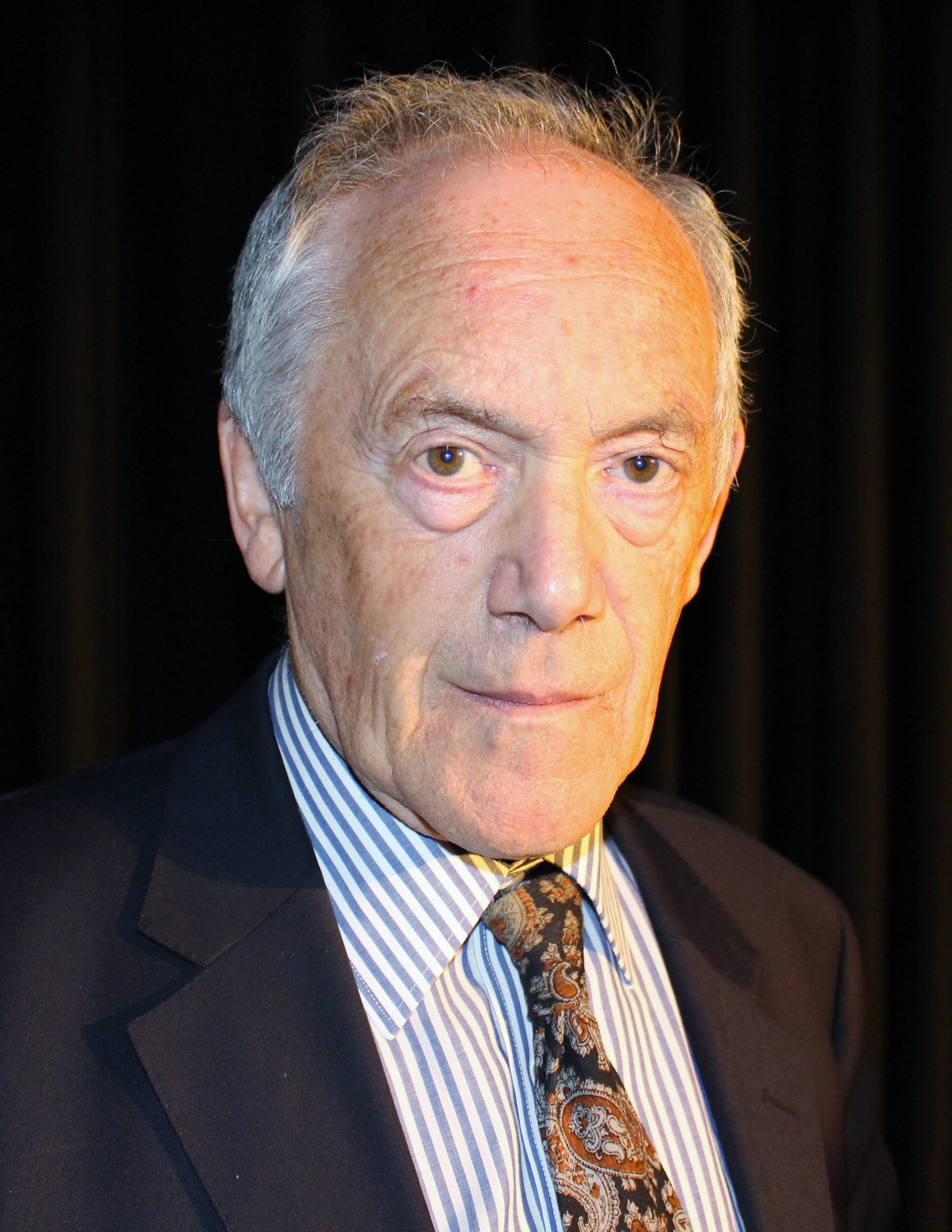
彼得·阿特金斯（Peter Atkins），化学家
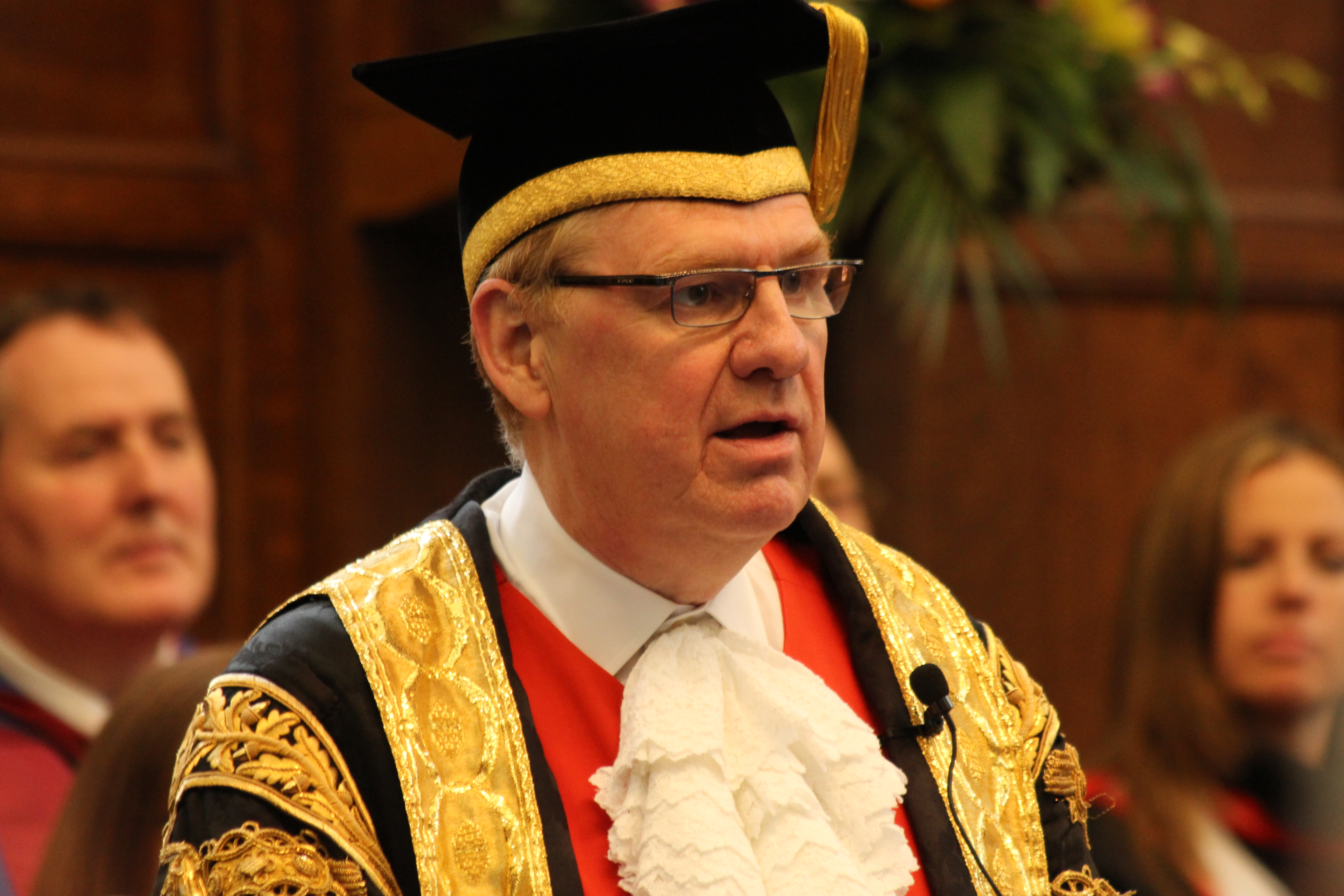
利亚姆·唐纳森爵士（Sir Liam Donaldson），医生及大学校长
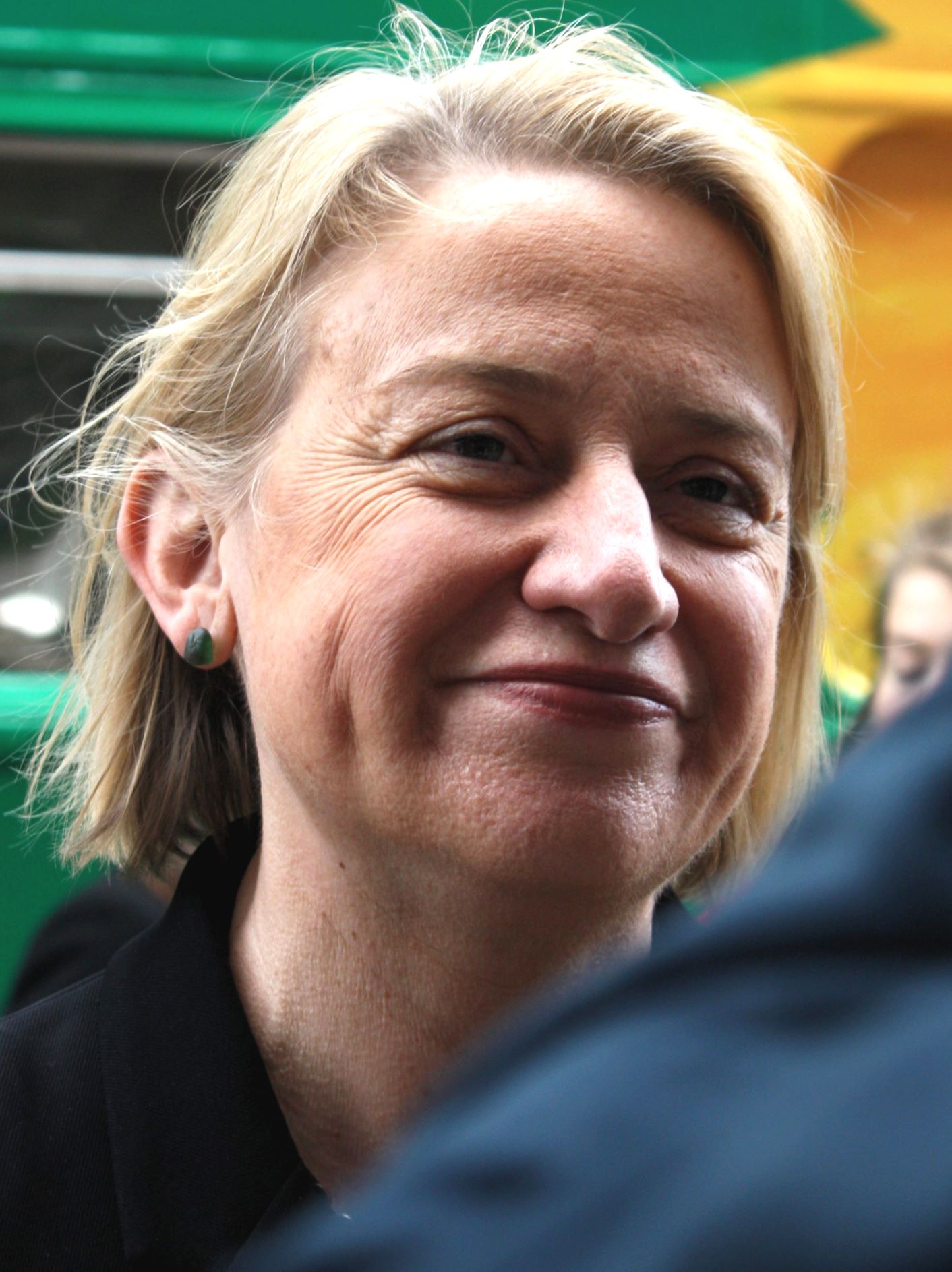
娜塔莉·贝内特（Natalie Bennett），英国政治家
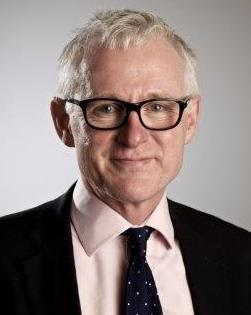
诺曼·兰博（Norman Lamb），国会议员
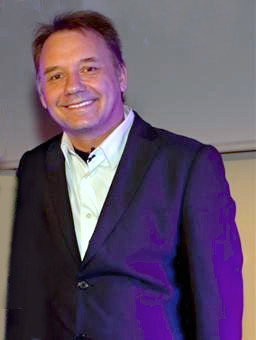
鲍勃·莫蒂默（Bob Mortimer），喜剧演员

知名校友包括：曾在莱大教社会心理学的著名社会学家安东尼·吉登斯（Anthony Giddens）；材料和法医工程教授莎拉·海恩斯沃斯（Sarah Hainsworth），曾参与分析理查德三世遗骸伤口；美国航空航天局宇航员和物理学家杰弗里·霍夫曼（Jeffrey A. Hoffman）；基因指纹键别法技术的发明人亚力克·杰弗里爵士（Sir Alec Jeffreys）；图书馆员和诗人菲利普·拉金（Philip Larkin）；有机化学家查尔斯·里斯（Charles Rees,）；皇家天文学家里斯勋爵的鲁上校（Lord Rees of Ludlow），也是莱斯特的客座教授。
许多不同领域的众多公众人物都是莱斯特大学的学生。科学系校友包括物理化学家彼得·阿特金斯（Peter Atkins）；科学期刊《自然》总编辑菲利普·坎贝尔（Philip Campbell,）; 首席医师利亚姆·唐纳森爵士（Sir Liam Donaldson）。
政治和政府部门校友包括英国和威尔士绿党前任领导人娜塔莉·贝内特（Natalie Bennett）；科索沃总统阿蒂费特·雅各加亚（Atifete Jahjaga,）；芬兰首相于尔基·卡泰宁（Jyrki Katainen）；英国国会议员诺曼·兰博（Norman Lamb）；日本帝国家庭成员真子内亲王（Princess Mako of Akishino）；2010-11年英国全国联合学生联合会主席亚伦·波特（Aaron Porter）。
艺术系校友包括作者马尔科姆·布拉德伯里爵士（Sir Malcolm Bradbury,）；广播员、作家及喜剧演员皮特·麦卡锡（Pete McCarthy）；喜剧演员鲍勃·莫蒂默（Bob Mortimer）；多米尼克获奖电视制作人鲍勃·帕尔（Bob Parr MBE,）；作家查尔斯·帕西·斯诺（C. P. Snow）；卫报专栏作家、伦敦大学学院英国文学荣誉教授约翰·萨瑟兰（John Sutherland,）；诗人安德鲁·沃特曼（Andrew Waterman）。

### 阿登波罗家族
莱斯特大学与阿登波罗家族（Attenborough family）有着密切联系。理查德和大卫·阿登波罗（Richard and David Attenborough ）与他们的弟弟约翰一起，在学院楼度过童年，现在学院楼是数学系的一部分（并且和阿登波罗大楼很近，阿登波罗大楼是学校最高的楼，许多艺术和人文系都在这个大楼里。）。他们的父亲弗雷德里克·阿登波罗（Frederick Attenborough ）是1932年至1951年的大学学院校长。孩子们在进入皇家戏剧学院（Royal Academy of Dramatic Art）和剑桥大学之前，在莱斯特大学学院附近的文法学院上学。
兄弟二人一直都与莱大保持着联系。大卫·阿登波罗（David Attenborough）于1970年被授予荣誉博士，并于1997年在奈顿（Knighton）开设了阿登波罗植物园（the Attenborough Arboretum）。同年，威尔士王妃戴安娜（Diana, Princess of Wales）开设了理查德·阿登波罗残疾人艺术中心。2006年7月13日下午，这两名兄弟成为大学的名誉研究员。

## 预科国际学习中心
莱斯特大学国际学习中心（ULISC）是为国际学生开设预科课程的机构，提供三种与莱斯特大学本科课程衔接的预科课程，包括：经济、务及社会科学预科；工程、物理和数学预科；科学和计算机预科。

## 世界幸福地圖
2006年7月間，萊斯特大學發表了一項針對全球178國與地區所調查的「世界幸福地圖」（The World Map of Happiness），結果最幸福的國度是北歐小國丹麥，芬蘭第六、美國第二十三、台灣第六十八、中國第九十二、日本第九十、南韓第一百零二。研究顯示，最能影響幸福感的首推國民健康，其次是財富，再來是教育、國民認同感。

## 外部連結
- 萊斯特大學官網 （页面存档备份，存于）
- 萊斯特大學圖書館網站 （页面存档备份，存于）
- 萊大遠距教學入口網站
- 萊斯特大學文學院網站 （页面存档备份，存于）
- 萊斯特大學法學院網站 （页面存档备份，存于）
- 萊斯特大學醫學暨生物學院網站 （页面存档备份，存于）
- 萊斯特大學理學院網站 （页面存档备份，存于）
- 萊斯特大學社會學院網站 （页面存档备份，存于）
- 萊斯特大學工程学院網站
- 世界幸福地圖網址
- 莱斯特大学国际学习中心中文网站